# Woodbridge (Connecticut)
Woodbridge – miasto w Stanach Zjednoczonych, w stanie Connecticut, w hrabstwie New Haven.